# The Rose (canção)
"The Rose" é uma canção pop escrita por Amanda McBroom e que ficou famosa por Bette Midler, que realizou no filme homônimo de 1979. Desde então, tem sido regravado por vários artistas.

## Versão de Bette Midler
"The Rose" é apresentado no filme de 1979 de mesmo nome, em que foi gravado por Midler. O single alcançou a posição #3 na Billboard Hot 100 e # 1 na parada adulta contemporânea, e foi certificado ouro pela RIAA por mais de meio milhão de cópias vendidas. McBroom ganhou o Globo de Ouro de Melhor Canção Original, embora ela não foi nomeada para o Oscar de Melhor Canção Original. Midler ganhou o Prêmio Grammy de Melhor Performance Vocal Pop Feminino por "The Rose".
Há duas mixagens da música. A mixagem do single incluí orquestração, enquanto a versão do filme (e em sua trilha sonora) inclui uma extensa introdução ao eliminar a orquestração em favor apenas do piano-e-voz.

## Versão de Westlife
"The Rose" foi regravado pela boy band irlandesa Westlife e foi lançado como o primeiro e único single de seu oitavo álbum de estúdio, The Love Album. Ele chegou a #1 na UK Singles Chart durante uma semana em novembro de 2006. Isto tornou-se o 14º single número um  do grupo. O single vendeu mais de 140 mil cópias na Grã-Bretanha até o momento. A banda deu sua primeira apresentação ao vivo da canção no Miss Mundo 2006.

### Faixas
CD1
1. "The Rose" - 3:40
2. "Solitaire" - 5:07

CD2
1. "The Rose" - 3:40
2. "Nothing's Gonna Change My Love For You" - 3:47
3. "If" - 2:42
4. "The Rose" (Video) - 3:55

### Sobre o videoclipe
O vídeo para este single foi apresentado em preto e branco e mostra as emoções e os acontecimentos que levaram à procissão de um casal de casamento. Os membros da banda estão vestidos com ternos e são mostrados em uma sala com pisos de xadrez. Durante o período inicial de lançamento do vídeo, os fãs tiveram a oportunidade de personalizar o vídeo da música digitalmente adicionando seus nomes a vários elementos, tais como o cartão de convite de casamento. Uma versão colorida do vídeo da música foi mais tarde disponibilizada.

### Desempenho nas paradas
| Parada (2006)            | Posição mais alta |
| ------------------------ | ----------------- |
| Austrian Singles Chart   | 67                |
| European Hot 100 Singles | 4                 |
| Irish Singles Chart      | 1                 |
| Sweden Singles Chart     | 4                 |
| Swiss Singles Chart      | 85                |
| UK Singles Chart         | 1                 |

## Outras versões
- A banda americana de rock alternativo Mudhoney gravou uma cover da canção para a compilação Sub Pop 200 de 1988.
- Cantora pop japonesa Ayahi Takagaki gravou a canção em seu álbum de cover de língua estrangeira, melodia.
- O cantor de country Conway Twitty gravou uma cover em 1983 no álbum Dream Maker. O single foi número um nos Estados Unidos e no Canadá.
- A cantora inglesa Bonnie Tyler regravou a música em 1998, em seu álbum "All In One Voice".
- A cantora americana LeAnn Rimes regravou a música em 1997, em seu álbum "You Light Up My Life (Inspirational Songs)".